# Peter Van Rompuy
Pour les articles homonymes, voir Van Rompuy.
Peter Van Rompuy, né le 5 mars 1980 à Uccle est un homme politique belge flamand, membre de CD&V. Il est le fils de Herman Van Rompuy.
Il étudia le droit à la KUL. Il est éditorialiste de l'hebdomadaire Knack et fut collaborateur de cabinet du ministre Pieter De Crem. Depuis fin 2009, il est secrétaire international pour le CD&V. Depuis 2007, il est président provincial des jeunes CD&V pour le Brabant flamand.
Il participa aux législatives de 2007, remportant à une place inéligible 7 000 voix de préférence. Aux régionales flamandes de 2009, il fut placé 2esuppléant et remportait 10 081 voix. Aux législatives de 2010, il remportait 54 949 comme 8e candidat CD&V au sénat. Son parti a décidé de le désigner comme sénateur coopté. Le 18 décembre 2012, il devient député flamand et son parti le désigne sénateur de communauté.
Le 6 février 2019 il devient chef de groupe du CD&V au parlement flamand, à la suite de la nomination de Koen Van den Heuvel au gouvernement flamand.